# Ken Garito
Ken Garito est un acteur américain né le 27 décembre 1968 à Brooklyn, New York (États-Unis).

## Filmographie
- 1992 : La Différence (School Ties) : Don
- 1992 : Rock 'n' love ("The Heights") (série TV) : Arthur "Dizzy" Mazelli (1992)
- 1994 : Assault at West Point: The Court-Martial of Johnson Whittaker (TV) : Cadet Lewis Ostheim
- 1995 : Clockers : Louie
- 1998 : Charlie Hoboken : Charlie Hoboken
- 1999 : The Curse : Mark
- 1999 : New York, police judiciaire (saison 10, épisode 3) : Montgomery
- 1999 : Summer of Sam : Brian
- 2000 : New York, unité spéciale (saison 1, épisode 13) : Uni #1
- 2001 : New York, police judiciaire (saison 11, épisode 12) : Kevin Russo
- 2001 : New York, section criminelle (saison 1, épisode 9) : Dan Corley
- 2004 : Fronterz
- 2004 : Collision (Crash) de Paul Haggis : Bruce
- 2006 : Cloud 9 : Tommy Z
- 2006 : 10th and Wolf : Willy
- 2018 : BlacKkKlansman : J'ai infiltré le Ku Klux Klan : Le sergent Trapp
- 2025 : NCIS : Enquêtes spéciales : Leslie Walker (saison 22, épisode 10)